# Sympherta orientalis
Sympherta orientalis är en stekelart som beskrevs av Kusigemati 1989. Sympherta orientalis ingår i släktet Sympherta och familjen brokparasitsteklar. Inga underarter finns listade i Catalogue of Life.